# جوديث كلينمان
جوديث ب. كلينمان (بالإنجليزية: Judith Klinman) (مواليد 7 أبريل 1941) كيميائية أمريكية وبيولوجية جزيئية معروفة بأبحاثها وعملها في مجال الإنزيمات المحفزه.

## التعليم
التحقت كلينمان بجامعة بنسلفانيا واستطاعت الحصول على درجتي البكالريوس في عام 1962 والدكتوراه في عام 1966. في عام 1978 أصبحت أول عضو هيئة تدريس في العلوم الفيزيائية في جامعة كاليفورنيا، بيركلي. اجرت مع مجموعتها البحثية العديد من الأبحاث حول الفيزياء النووية كما يرجع لهم الفضل في اكتشاف أنزيمات الكينو.

## الأوسمة والجوائز
- عام 1988: زمالة غوغنهايم.[8]
- عام 1992 و عامي 2003-2004: أستاذية ميلر، جامعة كاليفورنيا ببركلي.[9]
- عام 1993: انتخبت كعضوا في الأكاديمية الأمريكية للفنون والعلوم.[10]
- عام 1994:
  - تم انتخبها عضوا في الأكاديمية الوطنية للعلوم.[11]
  - جائزة رافلجن في كيمياء العمليات البيولوجية.[12]
- عام 1995: عملت كمحاضر في ألكسندر م. كروكشانك.[13]
- عام 2000: دكتوراه فخرية من جامعة أوبسالا، السويد.[14]
- عام 2001: انتخبت كعضوا في الجمعية الفلسفية الأمريكية.[15]
- عام 2003: جائزة ديفيد إس سيغمان للمحاضرات من جامعة كاليفورنيا.[16]
- عام 2005: جائزة ريسن.[17]
- عام 2006: دكتوراه فخرية من جامعة بنسلفانيا.[18]
- عام 2007:
  - تم انتخابها عضوا في الجمعية الأمريكية لتقدم العلوم.[19]
  - جائزة ميرك من الجمعية الأمريكية للكيمياء الحيوية والبيولوجيا الجزيئية.[20]
- عام 2012: أ. وسام سكوت للتميز في بحوث الكيمياء البيولوجية.[21]
- عام 2014: قلادة العلوم الوطنية.[22][23]
- عام 2015: جائزة ميلدريد كوهن في الكيمياء البيولوجية من الجمعية الأمريكية للكيمياء الحيوية والبيولوجيا الجزيئية.[24]
- عام 2017: جائزة ويلارد جيبس من قسم شيكاغو للجمعية الكيميائية الأمريكية.[25]

## وصلات خارجية
- وثائقي عن حياة جوديث كلينمان.
- معمل جوديث كلينمان الكيميائي.